# Wrong Again (single)
"Wrong Again" is een single uit 1998, gezongen door Martina McBride. Hij is het vijfde nummer van haar album Evolution. Het nummer behaalde de eerste plaats in de "Billboard Hot Country Singles & Tracks" (heden Hot Country Songs).

## Hitnotering
| Hitlijst                                           | Positie |
| -------------------------------------------------- | ------- |
| Amerikaanse Billboard Hot Country Singles & Tracks | 1       |
| Amerikaanse Billboard Hot 100                      | 36      |
| Canadese RPM Country Tracks                        | 5       |